# Trichiusa robustula
Trichiusa robustula är en skalbaggsart som beskrevs av Thomas Casey 1893. Trichiusa robustula ingår i släktet Trichiusa och familjen kortvingar. Inga underarter finns listade i Catalogue of Life.